# رشيد نجم الدينوف
رشيد جيبياتوفيش نجم الدينوف (15 ديسمبر 1912- 3 يونيو 1974) لاعب شطرنج سوفيتي بارز ومؤلف في الشطرنج وأيضا لاعب ضامة.

## النشأة
ولد نجم الدينوف في أكتوبي في الإمبراطورية الروسية الواقعة حاليا في كازاخستان، لعائلة تترية. مات والداه وهو في سن صغيرة وتركاه مع أخوين له في رعاية أخيهم الأكبر. انتقل الطفل اليتيم مع أسرته إلى قازان في تتارستان.
كان نجم الدينوف موهوبا بالفطرة في الشطرنج والضامة، تعلم الشطرنج من مشاهدة اللاعبين الآخرين في نادِ للشطرنج، ومن ثم تحدى أحد اللاعبين وفاز عليه، ليتحدى آخر ويفوز عليه أيضا. في عمر الخامسة شارك في مسابقة قازان للطلائع وفاز في جميع المباريات الخمسة عشر. في نفس الشهر الذي تعلم فيه لعبة الضامة وصل لدور نصف النهائي وفاز بالمركز الثاني، وفي نفس العام حل سادسا في بطولة روسيا للضامة، لكنه لاحقا تخلى عن الضامة من أجل الشطرنج.

## الضامة
شارك نجم الدينوف في الحرب العالمية الثانية، لذلك اضطر لتأجيل مسيرته في الشطرنج حتى عام 1946. في العام 1949 عقدت بطولة روسيا في الضامة في قازان التي حضرها نجم الدينوف كمتفرج، حتى تخلف أحد المشاركين عن الحضور فوافق نجم الدينوف على أن يحل محله رغم أنه لم يلعب منذ 15 عاما؛ فاز في كل المباريات وتأهل للنهائي الذي كان سيعقد بعد منافسات الشطرنج التي كان مشاركا بها أيضا. فاز بمنافسات الشطرنج ثم لعب نهائي الضامة ليحل في المركز الثاني.

## الشطرنج

### أسلوب اللعب
كان نجم الدينوف مهاجم عنيف ومبدع، تمكن من التغلب على أفضل اللاعبين في العالم.

### بطولة روسيا
يحتفظ نجم الدينوف برقم تاريخي في الفوز ببطولة روسيا للشطرنج لخمس مرات في الأعوام 1950، 1951، 1953، 1957، 1957.

### لقب أستاذ دولي
منحه الاتحاد الدولي للشطرنج لقب أستاذ دولي بعد فوزه بالمركز الثاني بعد فيكتور كورتشنوي في بوخارست سنة 1954، كانت هذه المرة الوحيدة التي لعب فيها نجم الدينوف خارج الإتحاد السوفيتي.تمتع نجم الدينوف بموهبة غير عادية، ومع ذلك لم يتحصل على لقب أستاذ كبير. علق يوري أفرباخ  الأستاذ الكبير على ذلك في مقابلته مع ديرك جان جويزندام بقوله 
«نجم الدينوف...إن كان الهجوم قادر على قتل أي شخص بما فيهم طال. لكن أرقامي معه كانت 8½–½ لأني لم أترك له أي فرصة لمباراة فعالة، في مثل هذه الظروف يبدأ في فقدان السيطرة لأنه كان يسعى إلى تعقيد الأمور.»

### نتائجة مع أبطال العالم
فاز نجم الدينوف على بعض أبطال العالم مثل ميخائيل طال وبوريس سباسكي. نجح أيضا في التغلب على أساتذة دوليين كبار في الشطرنج مثل ديفيد برونستاين وليف بولوجايفسكي و إيفيم غيلير. 

### تخليد ذكراه
أطلق اسمه على مدرسة قازان للشطرنج.
- «لا يجد أحد تعقيدات مثل تعقيدات نجم الدينوف» ميخائيل بوتفنيك
- «نجم الدينوف هو سيد المبادرة العظيم» ليف بولوجايفسكي
- «تكشف ألعابه عن جمال الشطرنج، وتدفعك لحب اللعبة ليس من أجل النقاط والمكانة العالية وإنما من أجل الانسجام والأناقة الرائعة في هذا العالم بالتحديد» ميخائيل تال.
- «رشيد نجم الدينوف موهوب في الشطرنج المركب» ديفيد بروستاين.

أضاف بروستاين أيضا أن نجم الدينوف كان بارعا في الرياضيات.

## ألعاب توضيحية
|   | a | b | c | d | e | f | g | h |   |
| 8 |   |   |   |   |   |   |   |   | 8 |
| 7 | 7 |   |   |   |   |   |   |   |   |
| 6 | 6 |   |   |   |   |   |   |   |   |
| 5 | 5 |   |   |   |   |   |   |   |   |
| 4 | 4 |   |   |   |   |   |   |   |   |
| 3 | 3 |   |   |   |   |   |   |   |   |
| 2 | 2 |   |   |   |   |   |   |   |   |
| 1 | 1 |   |   |   |   |   |   |   |   |
|   | a | b | c | d | e | f | g | h |   |

المباراة التالية توضح النقلة البارعة المشهورة عن نجم الدينوف، وفيها ضحى بالوزير.
كانت النقلة في مباراته مع بولوجايفيسكي في بطولة روسيا الـ 28 في سوتشي سنة 1958. 1.d4 Nf6 2.c4 d6 3.Nc3 e5 4.e4 exd4 5.Qxd4 Nc6 6.Qd2 g6 7.b3 Bg7 8.Bb2 O-O 9.Bd3 Ng4 10.Nge2 Qh4 11.Ng3 Nge5 12.O-O f5 13.f3 Bh6 14.Qd1 f4 15.Nge2 g5 16.Nd5 g4 17.g3 fxg3 18.hxg3 Qh3 19.f4 Be6 20.Bc2 Rf7 21.Kf2 Qh2+ 22.Ke3 Bxd5 23.cxd5 Nb4 24.Rh1 Rxf4!! 25.Rxh2 Rf3+ 26.Kd4 Bg7 !! كانت حركة بسيطة لتهديد الملك 27...b5! and 28...Nec6#. 27.a4 c5+ 28.dxc6 bxc6 29.Bd3 Nexd3+ 30.Kc4 d5+ 31.exd5 cxd5+ 32.Kb5 Rb8+ 33.Ka5 Nc6+ 0-1علق بولوجايفيسكي قائلا: أعتقد أنني هزمت نجم الدينوف عدة مرات لكني قد أستبدلها كلها بهذه المرة التي خسرت فيها لألعب معه.

نجم الدينوف ضد تال في باكو عام 1961
1.e4 c5 2.Nf3 d6 3.d4 cxd4 4.Nxd4 Nf6 5.Nc3 e6 6.Be2 Nbd7 7.O-O a6 8.f4 Qc7 9.g4 b5 10.a3 Bb7 11.Bf3 Nc5 12.Qe2 e5 13.Nf5 g6 14.fxe5 dxe5 15.Nh6 Ne6 16.Bg2 Bg7 17.Rxf6 Bxf6 18.Nd5 Qd8 19.Qf2 Nf4 20.Bxf4 exf4 21.e5 Bxe5 22.Re1 f6 23.Nxf6+ Qxf6 24.Qd4 Kf8 25.Rxe5 Qd8 26.Rf5+ gxf5 27.Qxh8+ Ke7 28.Qg7+ Ke6 29.gxf5+ 1-0
نجم الدينوف ضد باولي في بوخارست عام 1954 1.e4 c5 2.Nf3 d6 3.d4 cxd4 4.Nxd4 Nf6 5.Nc3 a6 6.Bg5 e6 7.Qf3 Be7 8.O-O-O Qc7 9.Rg1 Bd7 10.g4 Nc6 11.Be3 h6 12.h4 Rc8 13.g5 hxg5 14.hxg5 Ne5 15.Qg2 Ng8 16.f4 Nc4 17.Bxc4 Qxc4 18.f5 b5 19.Kb1 b4 20.g6 e5 21.b3 Qxc3 22.gxf7+ Kd8 23.Qxg7 exd4 24.Bxd4 Qxc2+ 25.Ka1 Rh2 26.Bb6+ Rc7 27.Qxg8+ 1-0
نجم الدينوف ضد تشيرنكوف في روستوف-نا-دونو عام 1962 1.e4 c5 2.Nf3 Nc6 3.d4 cxd4 4.Nxd4 g6 5.Nc3 Bg7 6.Be3 Nf6 7.Bc4 O-O 8.Bb3 Ng4 9.Qxg4 Nxd4 10.Qh4 Qa5 11.O-O Bf6 12. Qxf6!? فكرة مذهلة وتضيحة بالوزير مقابل قطعتين لكسب مبادرة قوية. Ne2+ 13.Nxe2 exf6 14.Nc3 Re8 15.Nd5 Re6 16.Bd4 Kg7 17.Rad1 d6 18.Rd3 Bd7 19.Rf3 Bb5 20.Bc3 Qd8 21.Nxf6 Be2 22.Nxh7+ Kg8 23.Rh3 Re5 24.f4 Bxf1 25.Kxf1 Rc8 26.Bd4 b5 27.Ng5 Rc7 28.Bxf7+ Rxf7 29.Rh8+ Kxh8 30.Nxf7+ Kh7 31.Nxd8 Rxe4 32.Nc6 Rxf4+ 33.Ke2 1-0

## روابط خارجية
- رشيد نجم الدينوف على موقع مباريات الشطرنج (الإنجليزية)
- رشيد نجم الدينوف على موقع 365Chess.com (الإنجليزية)
- رشيد نجم الدينوف على موقع Chesstempo.com (الإنجليزية)